# Cubells (Espinelves)
Cubells és una masia d'Espinelves (Osona) inclosa a l'Inventari del Patrimoni Arquitectònic de Catalunya.

## Descripció
Edifici civil. Masia de planta rectangular (7 x 17 m), coberta dues vessants i amb el carener perpendicular a la façana, situada a migdia. Consta de planta baixa i un pis. La façana presenta tres portals rectangulars i dos amplis contraforts, el portal est presenta graons. Tots tenen llindes de fusta. Al primer pis s'obren tres finestres asimètriques. En aquesta part i a la façana oposada no hi ha ràfecs. A les façanes de llevant i ponent s'obren portals simètrics. El sector nord, adossat al talús, presenta només una finestreta i un cos, sense teulada, de pedra i semi enrunat.
La casa és bastida en pedra i les llindes són majoritàriament de fusta. A través del parament constructiu es pot endevinar més d'una etapa en la construcció de l'edifici. L'estat de conservació és molt precari, caldria restaurar-la.

## Història
Masia situada al peu de la carretera d'Espinelves a Viladrau, molt a prop dels límits d'aquest municipi i del d'Arbúcies.
Malgrat que l'edifici sembla construït entre els segles XVII i XVIII, moment d'expansió del municipi, l'única data constructiva és a l'entrada principal, gravada en el ciment del pedrís: 1947.